# Bill Bowers
Bill Bowers (* 16. April 1959 in Missoula, Montana) ist ein US-amerikanischer Pantomime und Schauspieler aus New York City. Bowers arbeitete als Schauspieler und Pantomime in den Vereinigten Staaten, Kanada und Europa.
Bill Bowers wurde in Montana geboren und absolvierte das Rocky Mountain College. Er trat am Broadway in Walt Disney’s Der König der Löwen und in Das scharlachrote Siegel auf. Er war auch auf den Bühnen der Radio City Music Hall, dem Madison Square Garden und dem Kennedy Center zu sehen.
Bowers trat auch in Ein Chef zum Verlieben, neben Sandra Bullock und Hugh Grant, auf, außerdem hatte er folgende TV-Rollen: All My Children, One Life to Live, Remember W.E.N.N., Law & Order und Disney’s Out of The Box. Während seiner Zeit am Broadway hatte er Auftritte in der Rosie O’Donnell Show, bei Today und während der Tony Awards.
Bowers wurde unter anderem vom legendären Pantomimen Marcel Marceau unterrichtet.